# Vanair
Vanair — бывшая региональная авиакомпания Вануату со штаб-квартирой в столице страны Порт-Вила, выполнявшая внутренние пассажирские авиаперевозки по 29 аэропортам на 18 островах Вануату и полностью находившаяся в государственной собственности.

## История
Авиакомпания Air Melanesiae была основана в 1965 году путём слияния двух независимых перевозчиков: британской New Hebridies Airways (образованной в 1963 году) и французской Société Néo-Hébridaise de Transports Aériens, работавшей с 1964 года под торговой маркой Hebridair. Первая авиакомпания эксплуатировала самолёты de Havilland Australia DHA-3 Drover, вторая — один лайнер Dornier Do 28, разбившийся в 1966 году.
В начале 1970-х годов компания перешла под управление флагманской авиакомпании Австралии Qantas, а в ноябре 1989 года была выкуплена правительством Вануату и переименована в Vanair.
В 2004 году Vanair была объединена с национальной авиакомпанией страны Air Vanuatu, которая так же находилась в полной собственности государства.

## Флот
На момент слияния с Air Vanuatu воздушный флот авиакомпании Vanair составляли следующие самолёты:
- 4 × de Havilland Canada DHC-6 Twin Otter Series 300

### в 1981 году
- 4 × Britten-Norman Islander[9]
- 1 × Britten-Norman Trislander[9]

### в 1971 году
- 5 × Britten-Norman Islander[4]
- 1 × de Havilland Australia DHA-3 Drover[4]

## Авиапроисшествия и несчастные случаи
- 30 января 1990 года. Лайнер Britten-Norman Trislander разбился при выполнении регулярного рейса. Подробности авиакатастрофы неизвестны[10].
- 25 июля 1991 года. Самолёт Britten-Norman Islander врезался в горный массив вблизи Аэропорта Олпой. Погибли все девять человек, находившиеся на борту[10].
- 8 мая 1999 года. Самолёт de Havilland Canada DHC-6 Twin Otter с двенадцатью пассажирами на борту упал в море вблизи Международного аэропорта Бауэрфилд. Лайнер заходил на посадку в условиях сильного дождя. Погибло семь человек[10].